# Красносёлка (станция)
Красносёлка — железнодорожная станция ЮУЖД, расположенная в 5 километрах от посёлка Красногорский, Еманжелинского муниципального района Челябинской области.